# FÉG 48M (police)/Walam

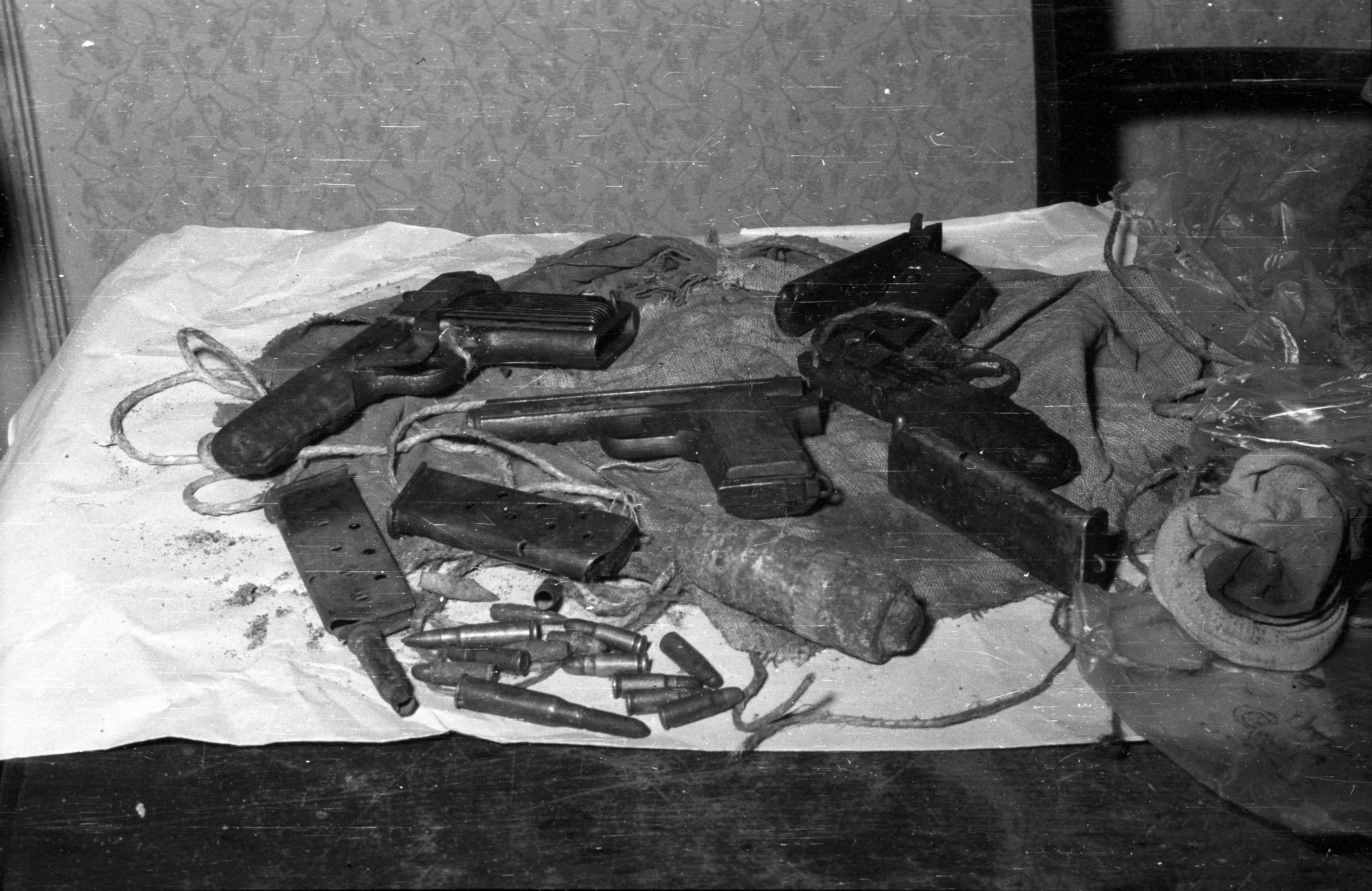
Trois pistolets retrouvés dans une cache créée lors de l'insurrection de Budapest en 1956. De gauche à droite, FÉG 48 (armée), Frommer 19M et FÉG 48M (police).

Le pistolet de police FÉG 48M est la version magyar du Walther PP allemand. Les différences entre les modèles allemand et hongrois tiennent à la forme du chien (plein), celle du pontet (troué ) et les plaquettes de crosses qui portent le monogramme de la République de Hongrie (couronne de feuille de chêne et d'épis de blé) sur le FÉG 48M.

## Données numériques

### Feg 48M
- Munition : 7,65 mm Browning
- Longueur : 17,5 cm
- Canon : 10 cm
- Chargeur : 8 cartouches
- Masse du pistolet vide : 725 g

### Walam
- Munition : 9 mm Browning
- Longueur : 17,5 cm
- Canon : 10 cm
- Masse du pistolet vide : 725 g
- Chargeur : 7 cartouches